# Brian Hill (basket-ball)
Pour les articles homonymes, voir Brian Hill.
Brian Hill, né le 19 septembre 1947, à East Orange, au New Jersey, est un ancien entraîneur américain de basket-ball. 

## Palmarès
- Entraîneur de l'équipe de l'Est du NBA All-Star Game 1995